# آباکرامپا
آباکرامپا (به لاتین: Abakrampa) در غنا است که در منطقه مرکزی (غنا) واقع شده‌است.